# جوجل بودكاست
جوجل بودكاست (بالإنجليزية: Google Podcasts) هو تطيبق مخصّص لناشري ملفّات البودكاست تم تطويره بواسطة جوجل. عاوز اعرف الكارت ده اصرفه ازاي ولا اعمل فيه ايه طيب

## التاريخ

### 2018
- تطبيق جوجل بودكاست تم تطويره بواسطة جوجل وتم إصداره في 18 يونيو 2018 لأجهزة أندرويد[1][2]
- سبتمبر 2018، تمت إضافة دعم جوجل كاست إلى جوجل بودكاست.[3]

### 2019
- أعلنت جوجل عن إصدار الويب من جوجل بودكاست لأنظمة آي أو إس، وأندرويد، ومايكروسوفت ويندوز.
- تم إطلاق إصدار آي أو إس، في مارس 2020.[4][5]
- في نوفمبر 2019، تلقى التطبيق إعادة تصميم باستخدام ماتيريال ديزاين.[6]

### 2020
في 12 مايو 2020، أعلنت جوجل أنه يمكن للمستخدمين نقل اشتراكات البودكاست والتاريخ من جوجل بلاي موسيقى إلى جوجل بودكاست.

## وصلات خارجية
- الموقع الرسمي